# لالان (غلبايغان)
لالان (بالإنجليزية: Lalan, Isfahan)‏ هي قرية تقع في قسم كناررودخانه الريفي في إيران. يقدر عدد سكانها بـ 37 نسمة بحسب إحصاء 2016.